# Řád prince Jindřicha
Řád prince Jindřicha či Řád prince Jindřicha Mořeplavce (portugalsky: Ordem do Infante Dom Henrique) je portugalský čestný řád. Byl založen 2. června 1960 na paměť 500. výročí smrti Jindřicha Mořeplavce, který byl jednou z předních osobností věku zámořských objevů. K menším úpravám řádu pak došlo v roce 1962 a znovu v roce 1980.
Řád je udílen jak občanům Portugalska, tak i cizím státním příslušníkům za služby Portugalsku a za šíření portugalské kultury, historie a hodnot, zvláště s ohledem na jeho námořní dějiny. Počet členů jednotlivých řádových tříd je omezen a tituly jsou vyznamenaným osobám přisuzovány zvláštním dekretem velmistra řádu, kterým je prezident Portugalska. Členové řádu jsou jmenováni portugalským prezidentem, a to buď podle jeho vlastního uvážení, nebo na doporučení vládních ministrů či Rady řádu.

## Historie
Řád byl založen 2. června 1960 zákonem Decreto n.° 43.001 na paměť 500. výročí smrti Jindřicha Mořeplavce, který byl jednou z předních osobností věku zámořských objevů. Podle oficiální klasifikace portugalských státních vyznamenání patří Řád prince Jindřicha spolu s Řádem svobody do kategorie Národních řádů (Ordens Nacionais).
Od doby jeho založení v roce 1960 do 29. března 2017 řád obdrželo více než 8 000 osobností, institucí či lokalit.

## Pravidla udílení
Řád prince Jindřicha se udílí za zásluhy Portugalsku a za úsilí o šíření a propagaci portugalské historie, kultury a jeho hodnot. Řádový řetěz může být udělen pouze nejvyšším představitelům cizích států. Udělen může být jak občanům Portugalska, tak i cizím státním příslušníkům. Pokud není vyznamenaným člověk, ale instituce, stává se čestným členem. Udílen je úřadujícím prezidentem republiky, který je i z moci úřední velmistrem řádu.

## Insignie
Řádový odznak je vyroben z pozlaceného stříbra a má tvar tlapatého kříže, který je pokryt tmavě červeným smaltem. Zadní strana kříže je hladká, bez smaltu. Kříž je zavěšen na pozlacených dubových listech se žaludy.
Řádový řetěz je složen z článků v podobě řádového odznaku, které se střídají s dubovými věnci.
Od třídy komtura výše patří mezi řádové insignie i řádová hvězda. Hvězda se skládá z devíti paprsků o různých délkách. V případě komtura je hvězda stříbrná, u vyšších tříd je pozlacená. Na lícní straně uprostřed hvězdy je kulatý černý smaltovaný medailon uprostřed s červeným tlapatým křížem na bílém pozadí. Na černém podkladu je dokola zlatým písmem vyveden nápis TALANT DE BIEN FAIRE lemovaný zlatými listy.
Stuhu z hedvábného moaré tvoří tři stejně široké pruhy v barvě modré, bílé a černé.

## Třídy
Řád se dělí do šesti řádných tříd a jedné čestné třídy. Dříve k řádu patřily také dvě medaile:
- velkokříž s řetězem (Grande-Colar, GCollH) – Řádový řetěz může být udělen pouze hlavě státu. K této třídě náleží i pozlacená řádová hvězda.
- velkokříž (Grã-Cruz, GCHM) – Velkokříž se nosí na modro-bílo-černé stuze (všechny tři barevné pruhy o stejné šířce), která spadá z pravého ramene na levý bok. K této třídě náleží i pozlacená řádová hvězda. Počet držitelů velkokříže je omezený na 50.
- velkodůstojník (Grande-Oficial, GOIM) – Řádový odznak se nosí na tříbarevné modro-bílo-černé stuze. V případě pánů se nosí na stuze uvázané těsně kolem krku, v případě dam na stuze uvázané do mašle. K této třídě náleží i pozlacená řádová hvězda. Počet velkodůstojníků je omezený na 100.
- komtur (Comendador, ComIM) – Řádový odznak se nosí na tříbarevné modro-bílo-černé stuze. V případě pánů se nosí na stuze uvázané těsně kolem krku, v případě dam na stuze uvázané do mašle. K této třídě náleží i stříbrná řádová hvězda. Počet komturů je omezený na 300.
- důstojník (Oficial, OIM) – Řádový odznak se nosí na levé straně hrudi. V případě pánů je zavěšený na modro-bílo-černé stuze, v případě dam na stuze uvázané do mašle. Stuhu důstojníka navíc zdobí růžice v barvách stuhy a spona. Počet důstojníků je omezený na 400.
- rytíř/dáma Cavaleiro/Dama, CvIM/DmIH) – Řádový odznak se nosí na levé straně hrudi. V případě pánů je zavěšený na modro-bílo-černé stuze, v případě dam na stuze uvázané do mašle. Stuha rytíře je zdobena pouze sponou. Počet rytířů/dam není omezený.
- čestný člen – Tato třída se využívá v případě, že vyznamenaným není člověk, ale instituce.

Navíc k řádu patřily ještě dvě medaile: stříbrná medaile (Medalha de Prata – MedPIH) a zlatá medaile (Medalha de Ouro – MedOIH). Obě byly v roce 2011 zrušeny.

velkokříž s řetězem
velkokříž
velkodůstojník
komtur
důstojník
medaile

## Fotogalerie

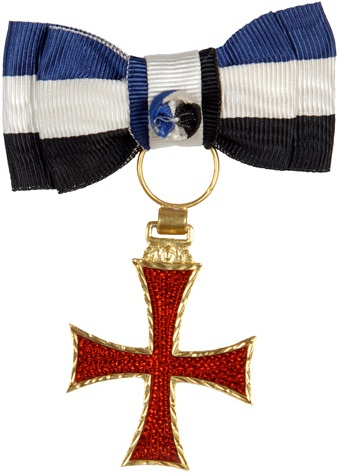
Insignie ve třídě důstojníka, dámská verze
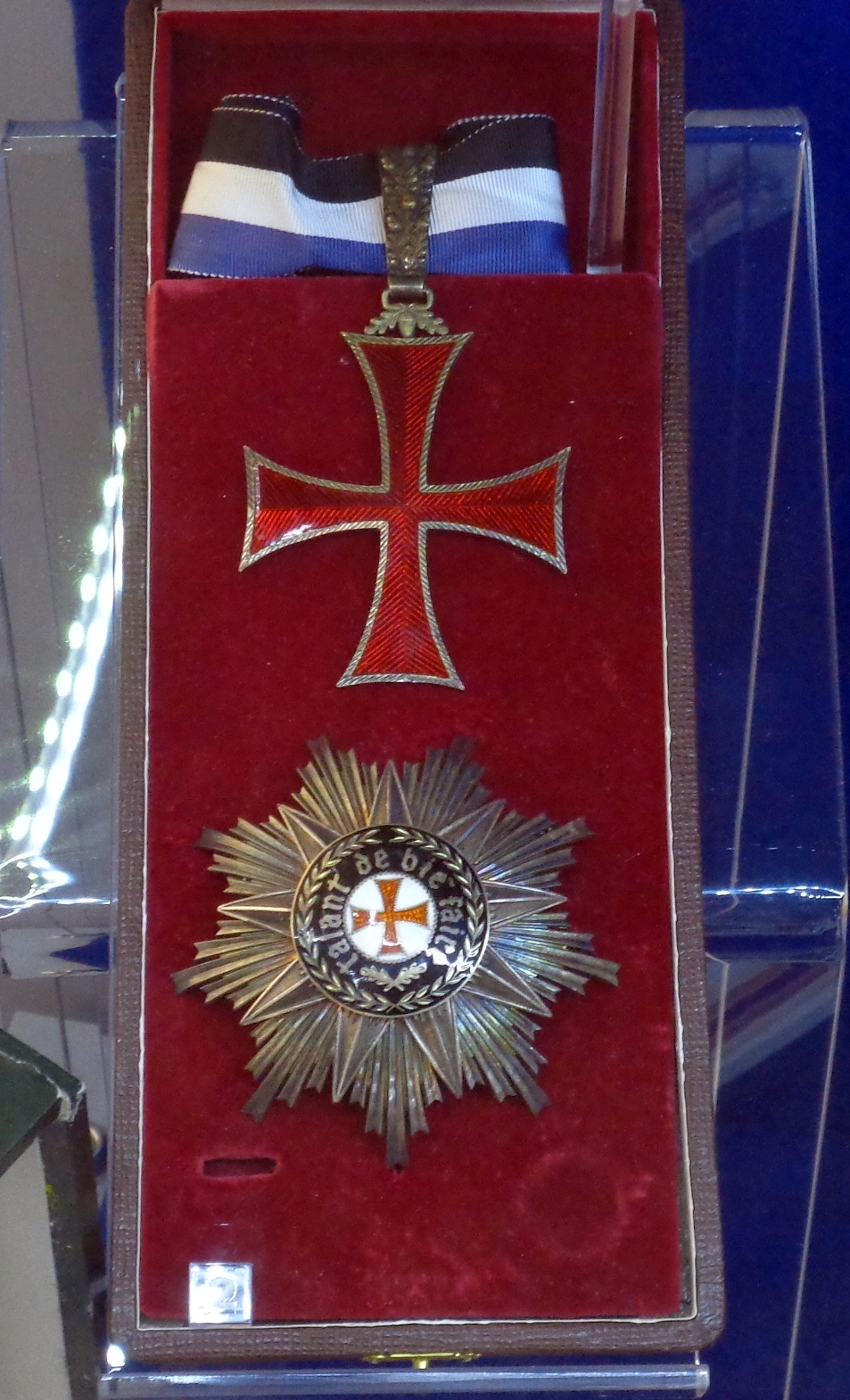
Insignie Řádu prince Jindřicha v hodnosti velkodůstojníka. Expozice muzea v Tallinnu
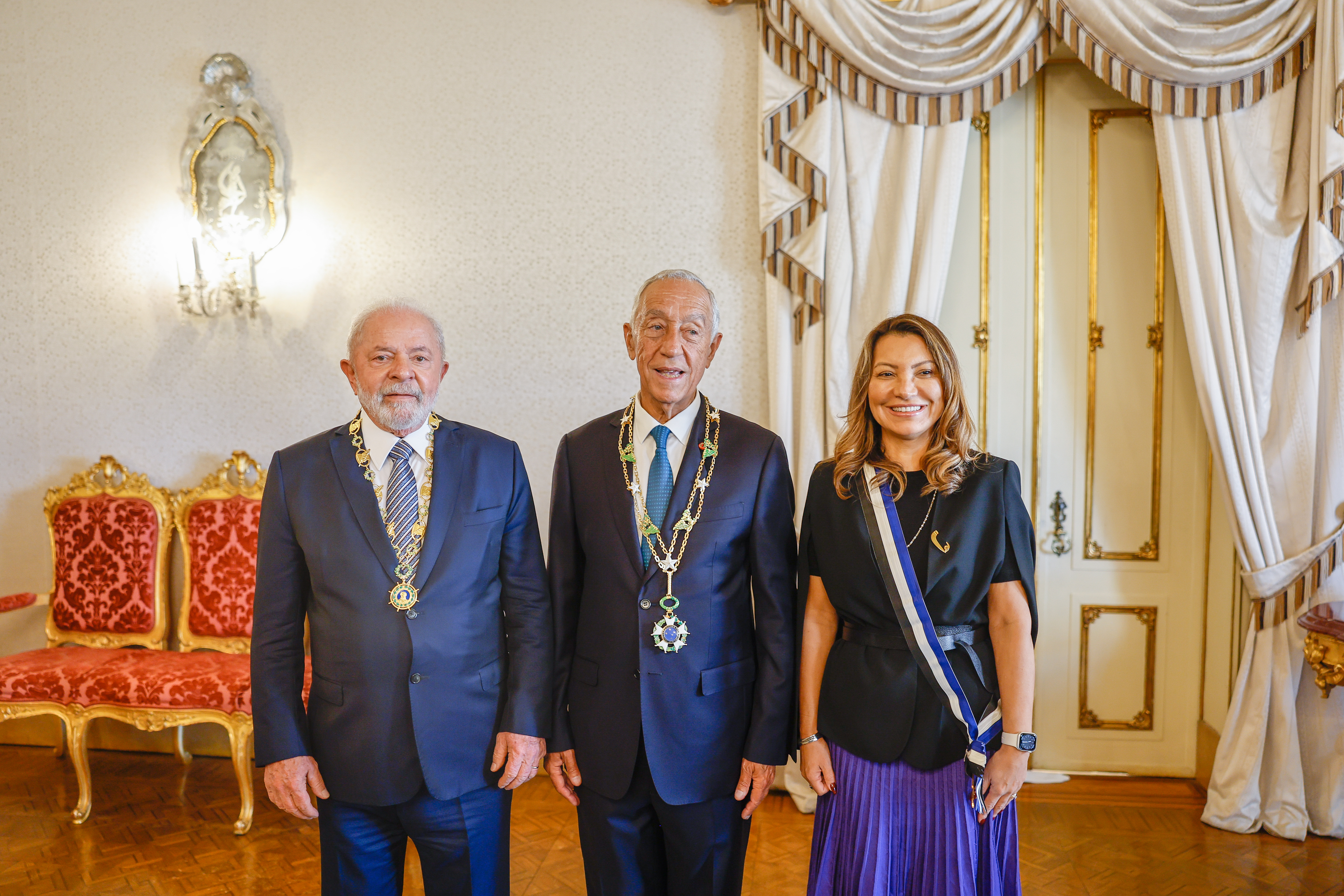
Portugalský prezident Marcelo Rebelo de Sousa s řetězem Řádu Jižního kříže, brazilský prezident Luiz Inácio Lula da Silva s řetězem Řádu Camões a manželka brazilského prezidenta Rosângela Lula da Silva velkokřížem Řádu prince Jindřicha